# Francisco Sagasti
Francisco Sagasti (castellà: Francisco Rafael Sagasti Hochhausler)  (Lima, 10 d'octubre de 1944) és un enginyer industrial, investigador i escriptor peruà. Des de març de 2020, és congressista de la República del Perú pel Partit Morat, de centre dreta, i el 16 de novembre de 2020 va ser triat president del Congrés de la República del Perú i automàticament investit també com a president de la República.

## Biografia
Fill de Francisco Sagasti Miller i d'Elsa Hochhausler Reinisch, és net de Francisco Sagasti Saldaña, vencedor de la Batalla de Tarapacá. La família de la seva mare va emigrar d'Àustria i es va establir a Santiago de Xile.
El 1966 es va llicenciar en Enginyeria industrial per la Universitat Nacional d'Enginyeria. Va obtenir un Mestratge (MSc) en enginyeria industrial en la Universitat Estatal de Pennsilvània, i es va doctorar a l'Escola de Negocis Wharton de la Universitat de Pennsilvània.
El 1996 va ser segrestat pel Moviment Revolucionari Túpac Amaru (MRTA) durant la Presa de la residència de l'ambaixador del Japó. Sagasti va ser alliberat als pocs dies i va tornar a Costa Rica, lloc en el qual residia al costat de la seva família.
El 1999 va fundar el Partit per la Democràcia Social (PDS) - Compromís Perú, al costat de Susana Villarán, Gustavo Guerra García i Jaime Quijandría Salmó.
De 2007 a 2009 va ser President del Consell Directiu del Programa de Ciència i Tecnologia (FINCyT) en la Presidència del Consell de Ministres en les gestions de Jorge del Castell i Yehude Simon Munaro. Va ser nomenat novament en el càrrec entre desembre de 2011 i març de 2013 sota les gestions d'Óscar Valdés Dancuart i Juan Jiménez Mayor.
El 2017, es va convertir en el primer peruà a rebre el premi internacional Robert Merton, atorgat pel Comitè de Recerca #23 de l'Associació Sociològica Internacional.